# Sociofuncionalismo
Em linguística, o sociofuncionalismo é uma tentativa de compatibilização entre a sociolinguística variacionista e o funcionalismo linguístico, especialmente nas vertentes que se dedicam ao estudo da gramaticalização.

## Principais características
Estão listadas a seguir as características centrais do sociofuncionalismo:
- Foco na língua em uso e suas relações com a variação e a mudança linguísticas.
- Análise de usos genuínos da linguagem.
- Assunção de que a língua é intrinsecamente dinâmica.
- Destaque para o fenômeno da mudança linguística e sua natureza social e gradual.
- Complementaridade de dados sincrônicos e diacrônicos, possibilitando uma perspectiva pancrônica.
- Princípio do uniformitarismo: as forças sociais e linguísticas que agem hoje sobre a variação e a mudança seriam as mesmas que agiram no passado.
- Análises em vários estratos linguísticos (fonologia, morfologia, sintaxe e semântica).
- Destaque para dados de frequência, importantes para a investigação da gramaticalização e da difusão linguística.
- Ênfase nas relações entre dados linguísticos e sociais.